# Belgische federale verkiezingen 2010/Kandidatenlijsten/PP
Dit zijn de kandidatenlijsten van de Parti Populaire voor de Belgische federale verkiezingen van 2010. Voor de Senaat en de kieskringen Brussel-Halle-Vilvoorde, Luik en Henegouwen dient de partij geen volledige kieslijst in. De verkozenen staan vetgedrukt.

## Brussel-Halle-Vilvoorde

### Effectieven
1. Mischaël Modrikamen
2. Iris Langbord
3. Jérôme Meunier
4. Bertrand Waucquez
5. Sylvie Abrassart
6. Michaël Willemaers
7. Michèle Kaisin-De Broux
8. Philippe Demeuter
9. Josine Son
10. Michel Aubry
11. Myriam Van Der Kelen-Olivares
12. Eddy Le Maire
13. Yasmine Dehaene
14. Jacques De Kegel
15. Claudine Pierre
16. Pascal Minot
17. Jessica De Smedt

### Opvolgers
1. Joël Rubinfeld
2. Iris Langbord
3. Thomas de Callatay
4. Sylvie Abrassart
5. Eddy Le Maire
6. Myriam Van Der Kelen-Olivares
7. Christophe de Broux
8. Yasmine Dehaene
9. Jacques Tasiaux
10. Claudine Pierre

## Henegouwen

### Effectieven
1. Jean Zarzecki
2. Coralie Fontaine
3. Freddy Noel
4. Claire Dupont
5. Damien Buxant
6. Valérie Rasseneur
7. Daniel Demesse
8. Alain Riega
9. Alizé Zarzecki

### Opvolgers
1. Coralie Fontaine
2. Thibaut De Coster
3. Valérie Rasseneur
4. Julien Simoulin
5. Claire Dupont
6. Dimitri Labiau

## Luik

### Effectieven
1. Philippe Chansay-Wilmotte
2. Isabelle Van Den Hove d'Ertsenryck
3. Daniel Simal
4. Bernard de Terwangne
5. Christiane Rolin-Jacquemyns
6. Fabrice Heck
7. Clara Orban-Campo
8. Emmanuel Herman
9. Micheline Dehasse
10. Jean-Pierre Larose
11. Pascale Royen
12. Pascal Uccello
13. Diane Legros

### Opvolgers
1. Daniel Simal
2. Micheline Dehasse
3. Guy Royen
4. Pascale Royen
5. Christian Brunel
6. Isabelle Van Den Hove d'Ertsenryck
7. Luc Watrin
8. Christiane Rolin-Jacquemyns

## Luxemburg

### Effectieven
1. Didier Vanderbiest
2. Viviane Desvaux de Marigny-Peycker
3. Luc Charlet
4. Edwige Gérard

### Opvolgers
1. Didier Vanderbiest
2. Viviane Desvaux de Marigny-Peycker
3. Arnaud Danneels
4. Edwige Gérard
5. Luc Charlet
6. Annie Sorgeloos

## Namen

### Effectieven
1. Robert Wauthy
2. Kristel Nathanail
3. Jacques Nicolas
4. Denise Coune-Michielsen
5. Arnaud Minisini
6. Geneviève Collignon

### Opvolgers
1. Kristel Nathanail
2. Léon Hupez
3. Denise Coune-Michielsen
4. Vincent Ferooz
5. Geneviève Collignon
6. Benoît Parmentier

## Waals-Brabant

### Effectieven
1. Laurent Louis
2. Nathalie Noiret
3. Sylvain Vankeirsbilck
4. Ghila Weizman
5. Sibylle Wese-Thiery

### Opvolgers
1. Nathalie Noiret
2. Alain Capiaux
3. Sibylle Wese-Thiery
4. Renaud Chantrie
5. Ghila Weizman
6. Jacques Ertveldt

## Senaat

### Effectieven
1. Rudy Aernoudt
2. Sophie Colignon
3. Frédéric de Frésart
4. Nadine Casier
5. Grégory Bruynincx
6. Karin Tournay
7. Olivier Baum

### Opvolgers
1. Olivier Baum
2. Sophie Colignon
3. Michel Mary
4. Karin Tournay
5. Alain Marcocchio
6. Nadine Casier